# Guñelve

O Guñelve

O Guñelve (em mapudungun: Wünelfe / Wüṉyelfe, lit. 'estrela do amanhecer'), às vezes conhecido como a Estrela de Arauco, é um símbolo da iconografia mapuche que pode ser descrito como um octograma ou uma estrela com oito pontas.
Ele representa o planeta Vênus, mas também foi erroneamente pensado como representando a casca-de-anta, que é considerado sagrado entre os mapuches.
O guñelve foi a inspiração de Bernardo O'Higgins para criar a atual bandeira do Chile.
Nos últimos tempos, o guñelve tem sido usado por alguns designers no Chile, como durante a Copa América de 2015 no Chile, quando foi usado como símbolo da copa.

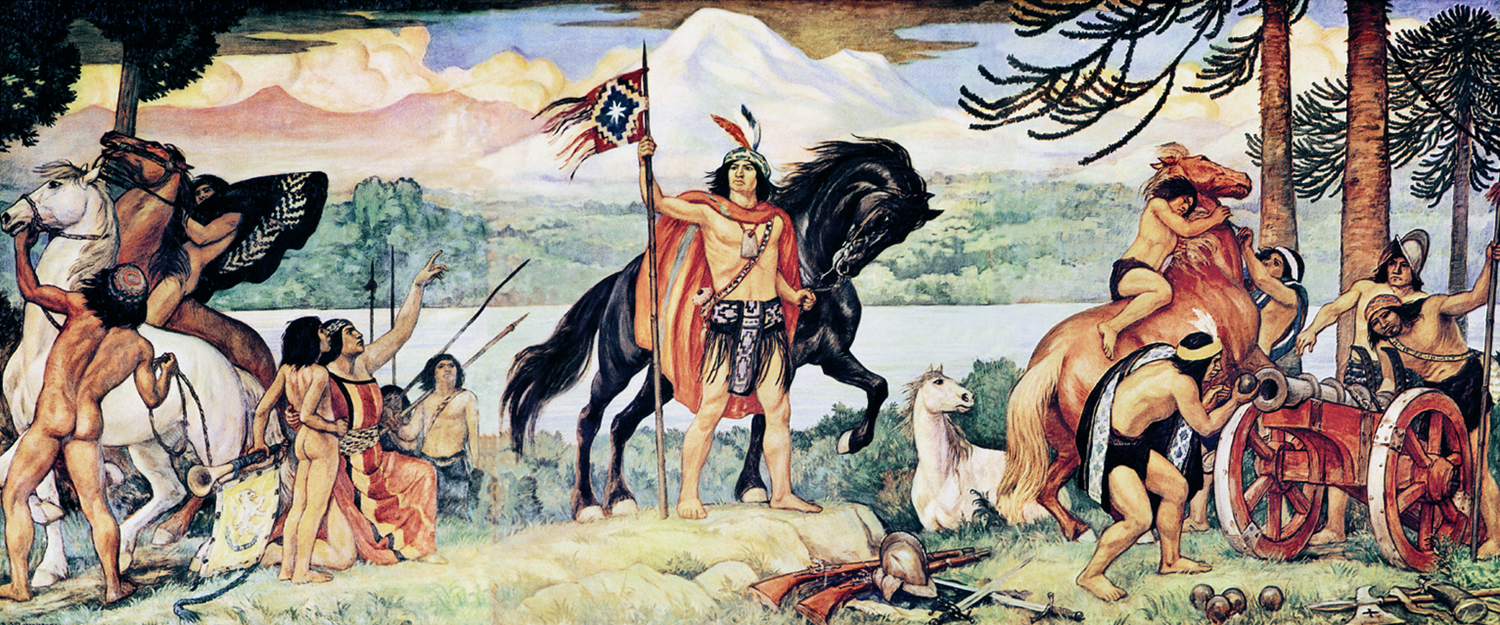
A Pintura El joven Lautaro com a bandeira Guñelve.